# Sydneyská univerzita
Sydneyská univerzita (latinsky Universitas Sidneiensis, anglicky The University of Sydney, zkratka USYD) je veřejná výzkumná univerzita, sídlící v největším australském městě Sydney. Byla založena 1. října 1850 podle návrhu poslance Williama Wentwortha jako první univerzita na australském kontinentu. Navštěvuje ji okolo 52 000 studentů a má přes pět tisíc zaměstnanců, je tak druhou největší univerzitou v Austrálii po Monashově univerzitě v Melbourne. Rozpočet školy činil v roce 2013 1,8 miliardy australských dolarů. Sydneyská univerzita je členem Asociace univerzit tichomořského oblouku a Asociace univerzit Commonwealthu, v roce 2017 byla klasifikována na 50. místě žebříčku nejlepších světových univerzit a podle schopnosti absolventů získat zaměstnání je čtvrtá na světě. Kampus univerzity se nachází na sydneyských předměstích Camperdown a Darlington, byl vybudován v novogotickém stylu a bývá řazen k nejhezčím univerzitním areálům na světě. Studenti jsou sdruženi v organizaci University of Sydney Union, založené v roce 1874.

## Fakulty
- Fakulta zemědělství
- Fakulta architektury a designu
- Fakulta společenských věd
- Fakulta výtvarného umění
- Fakulta hudby
- Fakulta stomatologie
- Fakulta ekonomie
- Fakulta pedagogiky a sociální práce
- Fakulta informačních technologií
- Fakulta medicíny
- Fakulta věd o zdraví
- Fakulta farmacie
- Fakulta veteriny
- Fakulta porodnictví
- Fakulta přírodních věd
- Fakulta práva

## Absolventi
Na univerzitě působilo pět nositelů Nobelovy ceny:
- John Cornforth (chemie)
- Robert Robinson (chemie)
- John Harsanyi (ekonomie)
- John Eccles (fyziologie a lékařství)
- Bernard Katz (fyziologie a lékařství)

Další známé osobnosti, které školu vystudovaly nebo na ní učily:
- Geraldine Brooksová, reportérka
- Jane Campion, filmová režisérka
- Germaine Greerová, feministická aktivistka
- Dolph Lundgren, herec
- Robert May, biolog, držitel Crafoordovy ceny
- Ruby Payne-Scottová, radioastronomka
- Edwin Ernest Salpeter, astrofyzik
- Paul Scully-Power, astronaut
- Peter Sculthorpe, hudební skladatel
- Tony Taylor, vulkanolog
- Tāufaʻāhau Tupou IV., tonžský král
- Malcolm Turnbull, australský předseda vlády
- Janis Varufakis, ekonom
- David Warren, vynálezce černé skříňky
- Peter Weir, filmový režisér